# The Higsons
The Higsons — англійський фанк-панк гурт, існував у 1980-1986 роках.

## Історія

### 1980-1986 роки
The Higsons заснований у 1980 році в університеті University of East Anglia в Норвічі, Норфолк, Англія.
Перший запис гурту Higsons був у збірнику різних виконавців Norwich — A Fine City. Перший сингл гурту Higsons, «I Don't Want to Live with Monkeys», був випущений у 1981 році.
Гурт підписав контракт з лейблом 2 Tone Records разом із такими гуртами, як The Specials, The Beat і Madness.
Поєднання енергійного фанку та груву принесло гурту певний успіх у чартах: їх найбільш відомим треком став «Conspiracy», випущений у 1982 році, з рефреном «Хто вкрав мої бонго?; Ти вкрав мої бонго?». Гурт відіграв свій останній концерт у березні 1986 року та розпався за обопільною згодою.

### Після розриву
Чарлі Хігсон (Charlie Higson) прославився як комедійний сценарист і актор у  шоу «The Fast Show». Дейв Каммінгс (Dave Cummings) після кількох років роботи гітаристом шотландської рок-гурту Del Amitri знову об'єднав зусилля з Хігсоном як сценарист «The Fast Show» і продовжує писати для радіо, телебачення та кіно.
Террі Едвардс (Terry Edwards) приєднався до гурту Gallon Drunk у 1993 році і брав участь у записі трьох альбомів гурту. Як сесійний музикант Едвардс співпрацював з багатьма гуртами та виконавцями. Едвардс був запрошеним музикантом для живого виступу PJ Harvey, пізніше у 1997 році він був запрошеним студійним музикантом гурту. Він співпрацював з Лідією Ланч та був учасником гурту Big Sexy Noise, а також виступав наживо з Ланч поза межами гурту. Приблизно з 2015 року Едвардс виступає з PJ Harvey і брав участь у записі альбому The Hope Six Demolition Project, 2016 року. Він також є учасником гурту The Near Jazz Experience разом з Марком Бедфордом (Mark Bedford) (басист гурту Madness) і Саймоном Чартертоном (Simon Charterton) (барабанщик гурту The Higsons).
Саймон Чартертон (Simon Charterton) створив гурти The Aftershave, Zook, Nitwood і Simon & the Pope.
Робін Хічкок (Robyn Hitchcock) створив гурт Robyn Hitchcock and the Egyptians. Гурт записав концертний альбом Gotta Let This Hen Out!, назва якого співзвучна назві пісні гурту the Higsons, Got to Let This Heat Out. А також віддав данину поваги гурту піснею «Listening to the Higsons».

### Учасники гурту
- Чарлі «Switch» Хігсон (Charlie "Switch" Higson) — вокал/гармошка/фортепіано
- Террі Едвардс (Terry Edwards) — гітара/саксофон/труба/фонові партії/фортепіано
- Стюарт Макгічин (Stuart McGeachin) — гітара / вокал
- Саймон Чартертон (Simon Charterton) — ударні / вокал
- Колін Вільямс (Colin Williams) — бас/вокал
- Девід Каммінгс (David Cummings) — гітара / вокал

## Дискографія

### Альбоми
- The Curse of the Higsons (October 1984)[11]
- Attack of the Cannibal Zombie Businessmen (reissue) (2007)[12]

### Касета
- The Higsons Live at the Jacquard Club, Norwich 11.2.82 (limited edition of 4000) (квітень 1982),[11] Backs Records / Chaos Tapes

### Збірні альбоми
- Attack of the Cannibal Zombie Businessmen (retrospective singles compilation) (1987), Waap Records
- It's a Wonderful Life (compilation of BBC Radio 1 sessions, on the Hux record label) (1998)[13]
- Run Me Down — The Complete Two-Tone Recordings (Record Store Day 2023), Sartorial Records[14]

| Назва                                              | Дата                   | UK Chart | UK Indie Chart | Лейбл                                              | Формат                | Cat #     | Інші треки |
| -------------------------------------------------- | ---------------------- | -------- | -------------- | -------------------------------------------------- | --------------------- | --------- | --- |
| "I Don't Want to Live with Monkeys"                | July 1981              | —        | 5              | Romans in Britain                                  | 7"                    | HIG2      | "Insect Love" |
| "I Don't Want to Live with Monkeys"                | July 1981              | —        | 5              | Romans in Britain                                  | 12"                   | —         | — |
| "The Lost and the Lonely"                          | November 1981          | —        | 10             | Waap                                               | 7"                    | WAAP1     | "It Goes Waap" |
| "(Got to Let This) Heat (Out)"                     | November 1981          | —        | 10             | Waap                                               | 12"                   | 12WAAP1   | "It Goes Waap" (re-recorded) |
| "Conspiracy"                                       | March 1982             | —        | 5              | Waap                                               | 7"                    | WAAP2     | "Touchdown" |
| "Tear the Whole Thing Down"                        | October 1982           | —        | —              | 2 Tone                                             | 7"                    | CHSTT21   | "Ylang, Ylang" |
| "Tear the Whole Thing Down"                        | October 1982           | —        | —              | 2 Tone                                             | 12" white label promo | CHSTT1221 | "Ylang, Ylang" |
| "Run Me Down"                                      | February 1983          | —        | —              | 2 Tone                                             | 7"                    | CHSTT24   | "Put the Punk Back into Funk Pts 1 & 2" |
| "Run Me Down"                                      | February 1983          | —        | —              | 2 Tone                                             | 12"                   | CHSTT1224 | "Run Me Down" (Long Version) "Run Me Down" (instrumental) "Put the Punk Back into Funk Pts 1 & 2"                                                                                         |
| "Push Out the Boat"                                | November 1983          | —        | 4              | Waap                                               | 7"                    | WAAP4     | "Round and Round Pub Mix" |
| "Push Out the Boat"                                | November 1983          | —        | 4              | Waap                                               | 12"                   | 12WAAP4   | "Round and Round Pub Mix" "Push Out the Boat" (extended) |
| "Music to Watch Girls By" "Music to Watch Boys By" | 7": 1983 12": Sep 1984 | —        | 2              | Upright                                            | 7"                    | UP 9      | "Music to Watch Girls By" (7" only) "Lying on the Telephone" |
| "Music to Watch Girls By" "Music to Watch Boys By" | 7": 1983 12": Sep 1984 | —        | 2              | Upright                                            | 12"                   | UPT 9     | "Music to Watch Boys By" (unique 12" version) "Lying on the Telephone" "Clanking My Bucket" (live at The Lyceum, 3.7.84) "I Don't Want to Live with Monkeys" (live at The Lyceum, 3.7.84) |
| "Music to Watch Girls By" "Music to Watch Boys By" | 7": 1983 12": Sep 1984 | —        | 2              | Upright                                            | —                     | —         | — |
| "Take It"                                          | 1985                   | —        | —              | R4                                                 | 7"                    | FOR2      | "I Walk the Land" |
| "Take It"                                          | 1985                   | —        | —              | R4                                                 | 12"                   | 12FOR2    | "I Walk the Land" "Take It" (extended mix) "Take It" (instrumental) |
| "Lost and the Lonely"                              | December 1981          | —        | —              | Vinyl Magazine No. 9 (released in the Netherlands) | Flexidisc             | V 9       | "Jigsaw Mentallama" (by Virgin Prunes) |

## Концерт BBC Radio 1
Годинний концерт був записаний і трансльований з театру Paris Theatre у Лондоні 7 вересня 1983 року. The Higsons грали перші півгодини, тоді як гурт із Норвіча Farmer's Boys грав наступні півгодини.
- Tracks played:
  - "Gangway"
  - "Where Have All the Club-A-Go-Gos Went Went?"
  - "Born Blind"
  - "Music to Watch Boys By"
  - "Heat"
  - "Run Me Down"
  - "Clanking My Bucket"
  - "Push Out the Boat"

## Відео
- Jacquard Club, Live February 1982 (released by MEI)[16] NB this is a live audio-cassette only release, not a video.
- The Camden Palace, Live 2 November 1984 (broadcast on London Weekend Television programme 'Live In London' 19.1.85)[11]
- I Don't Want To Live With Monkeys Live [2006] (released by Cherry Red — reissue of Camden Palace gig)[17]